# 首狩り

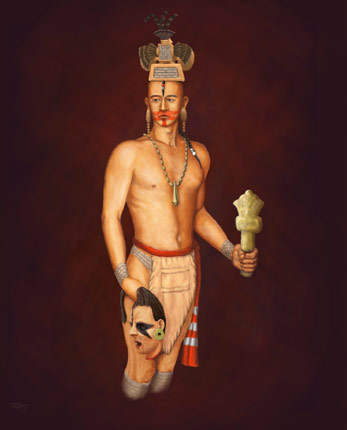
生首を持つミシシッピ人

首狩り、首狩（くびかり、くびがり）は、人間を殺し、首級をあげる宗教的な慣行のひとつ。台湾原住民、インドネシア、オセアニア、インド、アフリカ、南アメリカなどで広く見られた慣習であるが、今ではほとんど消滅したと言われる。

## 概要
自身の所属する集落以外の（時に敵対関係にある）人間を殺害し、切断した犠牲者の首級を持ち帰る。頭骨を除去した後、土鍋などで煮込み、乾燥するという工程を繰り返すことで縮小させ、最終的に拳大の大きさまで小さくする場合もあった（干し首）。両目と口唇を糸で縫い合わせたり、全体を煙で燻す処理を施したりする場合もある。頭骨の保存に重点が置かれる場合、頭蓋崇拝と呼ばれることもある。

## 理念
諸説ある。一説では、基本的な理念として人間の頭部に霊的な力が宿るという信仰が根底にあり、その力を自分のものにし、操作しようとする呪術的、宗教的な行為として生まれた行為である。他方、豊作や豊漁・豊猟を確保するための首狩、死者に他界で仕える者を確保するための殉死的首狩、また戦闘での勲功を証明するために首級を持ち帰る首狩（首取）、勇気を示し一人前の青年として結婚可能である能力を示すための首狩、復讐としての首狩、神意を知るための首狩、など首狩の理念には非常な多様性が見いだされる。

## 首狩りの風習があった民族
- 南アメリカエクアドル領のアマゾン上流のヒバロ族
  - 首級を乾首（ツァンツァ）に加工していた[2]。
  - 死者を弔う為の葬式の一部として実施された[3]。
- 台湾原住民[4]
  - タオ族全体とアミ族の一部を除く多くの部族では通過儀礼や宗教的な理由で実施された。
- フィリピンルソン島のボントック族、イフガオ族、ティンギアン族[5]
  - 祭りの一環として行われた。
- ボルネオのダヤク族、イバン族[3]
  - 結婚するための条件として首級を手に入れる事があった。
- インドネシアセレベス島のトラジャ族[6]
  - 多産や豊穣の儀礼として行った。
- ミャンマー北東部のワ族[7]
  - 春の播種期に豊作祈願の行事として首狩りを行った。
- インド北東部、ミャンマーザガイン地方域ナガ自治区のナガ族
  - 部族の相互が首狩りを行っていた。
  - 若者が一人前になるための条件であり、成功すると結婚が許された。
  - 組織の半数がインドのナガ族から構成されるインド陸軍ナガ連隊のニックネームはThe Head Huntersである。
- 日本
  - 首実検および獄門を参照。

## 首狩りを題材にした作品

### 映画
- 首狩り農場／地獄の大豊作（1971年アメリカ）
- ヘッドハンター（2004年アメリカ）
- ネット探偵アイコ（2003年レントラックジャパン）
- セデック・バレ（2011年台湾）

### 書籍
- 失われた大陸（1957年平凡社）

## 関連資料
- 山田仁史『首狩の宗教民族学』筑摩書房、2015年